# 아틀란틱 시티 (영화)
《아틀란틱 시티》(영어: Atlantic City, 프랑스어: Atlantic City, USA)는 1980년 개봉한 프랑스, 캐나다의 로맨틱 범죄 영화이다. 루이 말이 감독을, 존 궤어가 각본을 맡았다.
1980년 제37회 베네치아 국제 영화제 황금사자상 수상작이다. 2003년 미국 의회도서관에 의해 문화적으로, 역사적으로, 미적으로 중요함을 인정받아 미국 국립영화등기부에 등재되었다.

## 출연
- 버트 랭커스터
- 수전 서랜던
- 케이트 리드
- 미셸 피콜리
- 홀리스 매클래런
- 로버트 조이
- 앨 왁스먼
- 로버트 굴레이
- 숀 설리번
- 섹 린더
- 숀 매캔
- 하비 앳킨
- 월리스 숀 (카메오 출연)

## 기타 제작진
- 협력 제작: 래리 네시스
- 미술: 앤 프리처드